# Періам
Періам (рум. Periam) — комуна у повіті Тіміш в Румунії. До складу комуни входить єдине село Періам.
Комуна розташована на відстані 446 км на північний захід від Бухареста, 41 км на північний захід від Тімішоари.

## Населення
За даними перепису населення 2002 року у комуні проживали 6626 осіб.
Національний склад населення комуни:
| Національність   | Кількість осіб | Відсоток |
| ---------------- | -------------- | -------- |
| румуни           | 5802           | 87,6%    |
| цигани           | 444            | 6,7%     |
| німці            | 173            | 2,6%     |
| угорці           | 134            | 2,0%     |
| серби            | 45             | 0,7%     |
| болгари          | 11             | 0,2%     |
| українці         | 6              | 0,1%     |
| словаки          | 4              | 0,1%     |
| євреї            | 3              | < 0,1%   |
| чехи             | 2              | < 0,1%   |
| росіяни-липовани | 1              | < 0,1%   |
| поляки           | 1              | < 0,1%   |

Рідною мовою назвали:
| Мова       | Кількість осіб | Відсоток |
| ---------- | -------------- | -------- |
| румунська  | 6097           | 92,0%    |
| циганська  | 189            | 2,9%     |
| німецька   | 165            | 2,5%     |
| угорська   | 113            | 1,7%     |
| сербська   | 41             | 0,6%     |
| українська | 7              | 0,1%     |
| болгарська | 6              | 0,1%     |
| російська  | 3              | < 0,1%   |
| словацька  | 2              | < 0,1%   |
| чеська     | 1              | < 0,1%   |
| польська   | 1              | < 0,1%   |

Склад населення комуни за віросповіданням:
| Релігія                                       | Кількість осіб | Відсоток |
| --------------------------------------------- | -------------- | -------- |
| православні                                   | 5471           | 82,6%    |
| римо-католики                                 | 451            | 6,8%     |
| п'ятдесятники                                 | 444            | 6,7%     |
| баптисти                                      | 116            | 1,8%     |
| греко-католики                                | 69             | 1,0%     |
| адвентисти                                    | 29             | 0,4%     |
| юдеї                                          | 13             | 0,2%     |
| реформати                                     | 10             | 0,2%     |
| лютерани (Синодально-пресвітеріанська церква) | 5              | 0,1%     |
| лютерани                                      | 2              | < 0,1%   |
| не вказали релігію                            | 3              | < 0,1%   |

## Зовнішні посилання
- Дані про комуну Періам на сайті Ghidul Primăriilor